# Rock in Rio II
A segunda edição do festival Rock in Rio ocorreu no Estádio do Maracanã,  entre 18 e 27 de janeiro de 1991. Os nomes que encabeçavam o elenco de 42 artistas e fecharam cada dia do festival foram Guns N' Roses, Prince e George Michael em duas noites cada, e INXS, New Kids on the Block e a-ha nas três restantes. 700 mil pessoas atenderam os 9 dias do evento. O dia do a-ha conseguiu um recorde de público pagante com 198,000 pessoas.

## Estrutura
Construída ao longo de 35 dias, a estrutura do festival, que assim como o local do primeiro Rock in Rio foi designada como  "Cidade do Rock", tinha dois palcos móveis, com uma área de 5.600 metros quadrados, e mais 60 lojas e quatro shoppings. Três mil refletores, incluindo 480 faróis de avião na cobertura do estádio, providenciaram a iluminação.

## Atrações
Robert Plant estava escalado para a terceira noite e cancelou às vésperas por um problema de saúde. Billy Idol, que tinha tocado no dia anterior, o substituiu. A apresentação de Lobão, que contaria com a participação da bateria da Mangueira, acabaria encerrada após apenas duas músicas, pois o público hostil começou a atirar latas de cerveja cheias de areia no cantor.
Os artistas que tocaram foram:
| - 18/01 Sexta - Prince - Joe Cocker - Colin Hay - Jimmy Cliff - 19/01 Sábado - INXS - Billy Idol - Carlos Santana - Engenheiros do Hawaii - Supla - Vid & Sangue Azul - 20/01 Domingo - Guns N' Roses - Billy Idol - Faith No More - Titãs - Hanoi Hanoi | - 22/01 Terça - New Kids on the Block - Run-DMC - Roupa Nova - Inimigos do Rei - 23/01 Quarta - Guns N' Roses - Judas Priest - Queensrÿche - Megadeth - Lobão - Sepultura - 24/01 Quinta - Prince - Carlos Santana - Alceu Valença - Laura Finocchiaro - Serguei | - 25/01 Sexta - George Michael - Deee-Lite - Elba Ramalho - Ed Motta - 26/01 Sábado - A-ha - Happy Mondays - Paulo Ricardo - Debbie Gibson - Information Society - Capital Inicial - Nenhum de Nós - 27/01 Domingo - George Michael - Lisa Stansfield - Deee-Lite - Moraes Moreira e Pepeu Gomes - Léo Jaime |